# Maroua Brahmi
Pour les articles homonymes, voir Brahmi (homonymie).
Maroua Brahmi (arabe : مروى براهمي), née le 19 septembre 1988 à Gafsa, est une athlète handisport tunisienne, active principalement dans les épreuves de lancer en catégorie F32. Elle est championne du monde en lancer de massue F32.

## Palmarès
Atteinte d'infirmité motrice cérébrale, elle débute l'athlétisme handisport en 2008. Elle remporte une médaille d'or en lancer de massue F31/32/51 aux championnats du monde d'athlétisme handisport 2011 à Christchurch. Elle réussit à conserver son titre à l'occasion des championnats du monde 2013 à Lyon. Aux championnats du monde 2015 à Doha, elle obtient deux médailles d'or, aux lancers de la massue et du poids F32,,. À l'occasion des championnats du monde 2017 à Londres, elle obtient une médaille d'argent au lancer de la massue F32 et une médaille d'or au lancer du poids F32.
Elle concourt aux Jeux paralympiques d'été de 2012 à Londres, où elle remporte une médaille d'or en lancer de massue F31/32/51 et une médaille de bronze en lancer du poids F32/33/34. Lors des Jeux paralympiques d'été de 2016 à Rio de Janeiro, elle remporte une médaille d'or en lancer de massue F32, établissant par la même un nouveau record du monde, et une médaille d'or en lancer du poids F32.
Lors des Jeux paralympiques d'été de 2024 à Paris, elle remporte une médaille d'or en lancer de massue F32 en établissant un nouveau record du monde de la discipline.